# Monte Shivling
El monte Shivling es una montaña situada en Tapovan, en el grupo de picos de Gangotri, en el Himalaya occidental de Garhwal, cerca del morro del glaciar Gangotri, uno de los mayores glaciares del Himalaya, y de Tapovan, una hermosa y exuberante pradera, ambos lugares de peregrinación populares en el hinduismo. Se encuentra en el estado de Uttarakhand, al norte de la India, a 6 kilómetros al sur del lugar sagrado hindú de Gaumukh (el nacimiento del río Bhagirathi). Su nombre hace referencia a su condición de símbolo sagrado: Shiva Linga. Los primeros visitantes europeos lo llamaron «pico del Cervino» por su similitud con este pico alpino. Aunque no tiene una gran altitud local, es un pico rocoso espectacular, y el más llamativo visualmente visto desde Gaumukh; eso y la dificultad de la escalada lo convierten en un afamado premio para los alpinistas.

## La montaña y su entorno
El Shivling constituye la puerta occidental del glaciar Gangotri inferior, frente al macizo del Bhagirathi, de tres picos. Se encuentra en un espolón que sobresale de la cresta principal que forma el lado suroeste de la cuenca del glaciar Gangotri; esta cresta contiene otros picos conocidos como el Bhagirathi, el Thalay Sagar y el Meru.

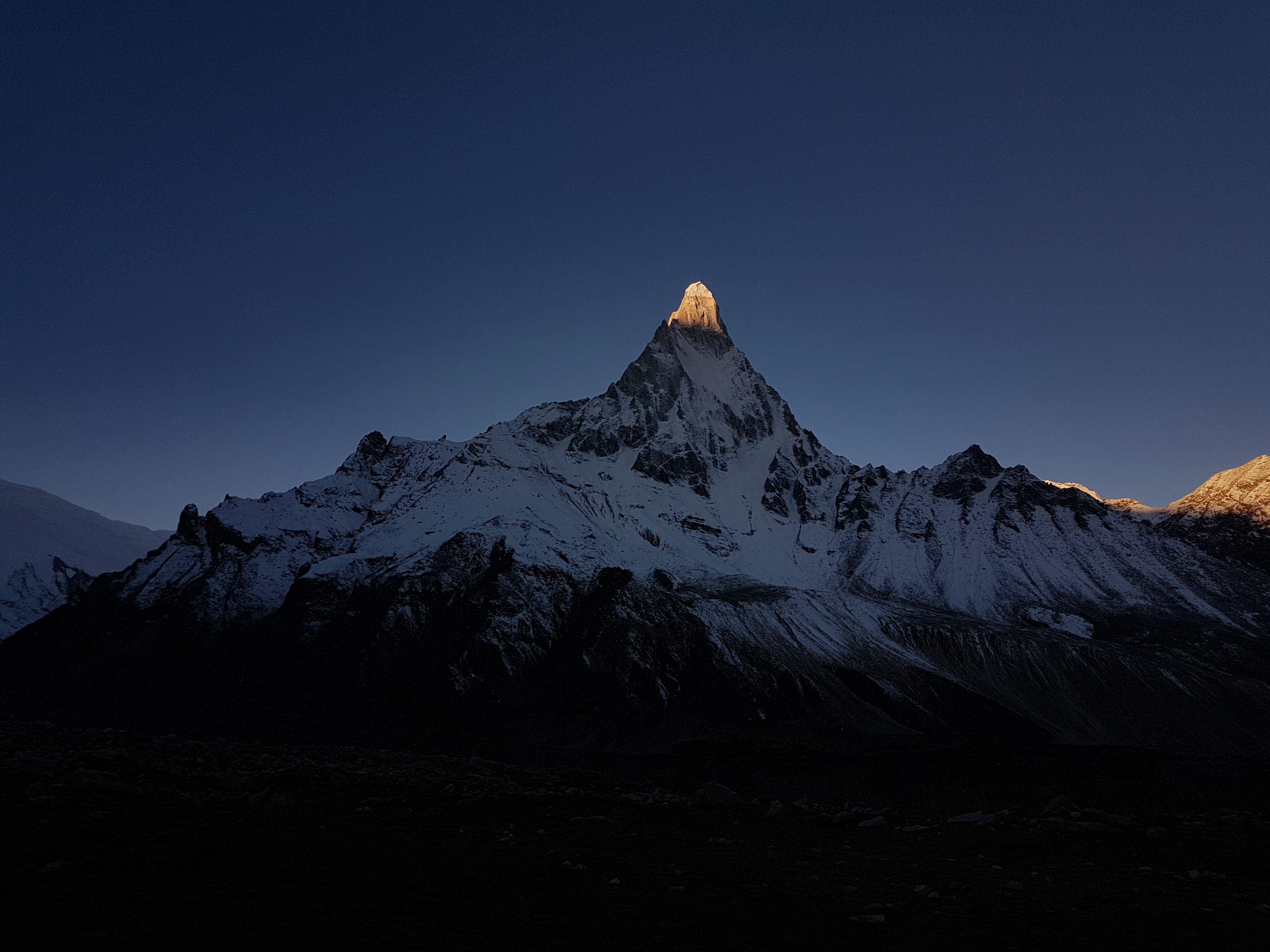
El monte Shivling, visto desde el campamento de Nandanvan durante el amanecer.

También se llamó Mahadeo Ka Linga o (Mahadev Ka Linga). Con la apariencia de una sola pirámide cuando se ve desde Gaumukh, el Shivling es en realidad una montaña gemela, con la cima noreste ligeramente más alta que la suroeste, 6501 m. Entre el Gaumukh y el Shivling se encuentra la pradera de Tapovan, un popular lugar de peregrinación por su inspiradora vista de la montaña.
El Shivling está bien defendida en todos sus lados por paredes rocosas empinadas; sólo el flanco oeste tiene una pendiente lo suficientemente moderada para la acumulación de nieve

## Historia de la escalada

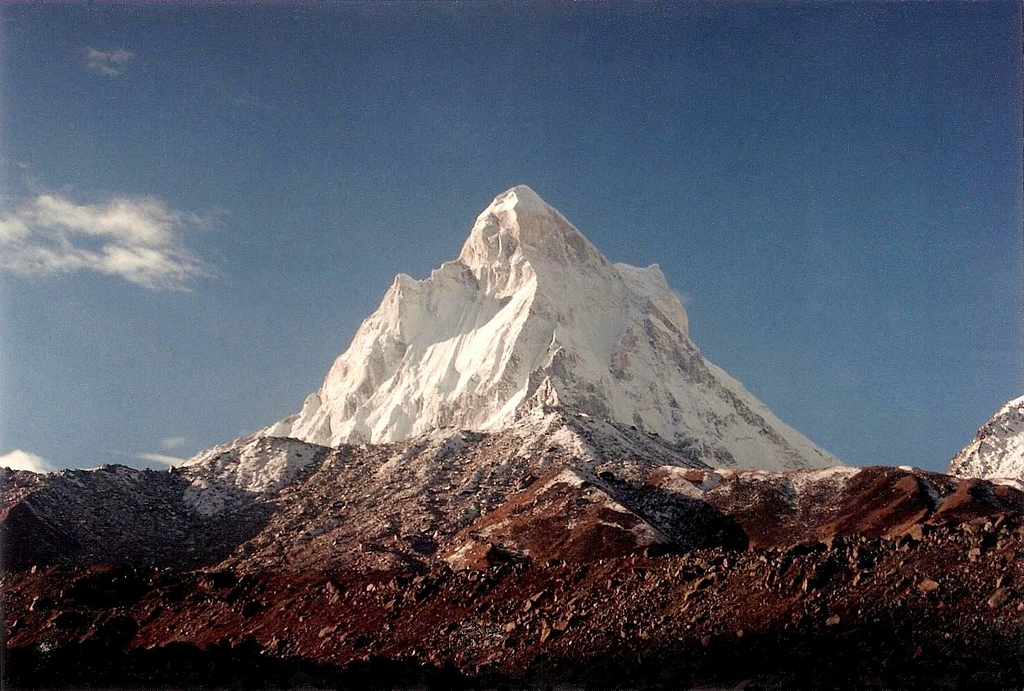
El monte Shivling

Después de la exploración británica del glaciar Gangotri en 1933, una expedición alemana dirigida por R. Schwarzgruber escaló picos cercanos e hizo un reconocimiento del Shivling en 1938. Informaron "ninguna ruta factible" en la montaña debido a su pendiente y la amenaza de caída de seracs.
El Shivling fue escalado por primera vez el 3 de junio de 1974 a través de la cresta oeste, por un equipo de la Policía Fronteriza Indo-Tibetana, dirigido por Hukam Singh. La cresta es la característica de menor ángulo de la montaña, pero todavía implica una escalada mixta seria, y está amenazada por la barrera de seracs señalada por los alemanes. La cresta conduce al collado entre las dos cumbres; una empinada cresta de nieve/hielo conduce luego a la cumbre principal. 
Desde el primer ascenso, se han escalado al menos otras diez rutas en la cima, ascendiendo todas las crestas principales y la mayoría de las caras principales de la montaña. Todas las rutas son empresas sumamente serias.
La ruta del Pilar Norte fue escalada en 1993 por Hans Kammerlander y Christoph Hainz.
En 2004, Shirshendu Mukherjee se convirtió en la persona más joven del mundo en haber escalado la montaña a la edad de 19 años como parte de una expedición india.
En 2005, Basanta Singha Roy y Debashis Biswas, ambos escaladores de la Asociación de Montañeros de Krishnanagar (MAK), en Bengala Occidental (India), fueron los primeros que hicieron cumbre con éxito en la India, como parte de un esfuerzo civil, es decir, subieron con la ayuda de un guía sherpa.

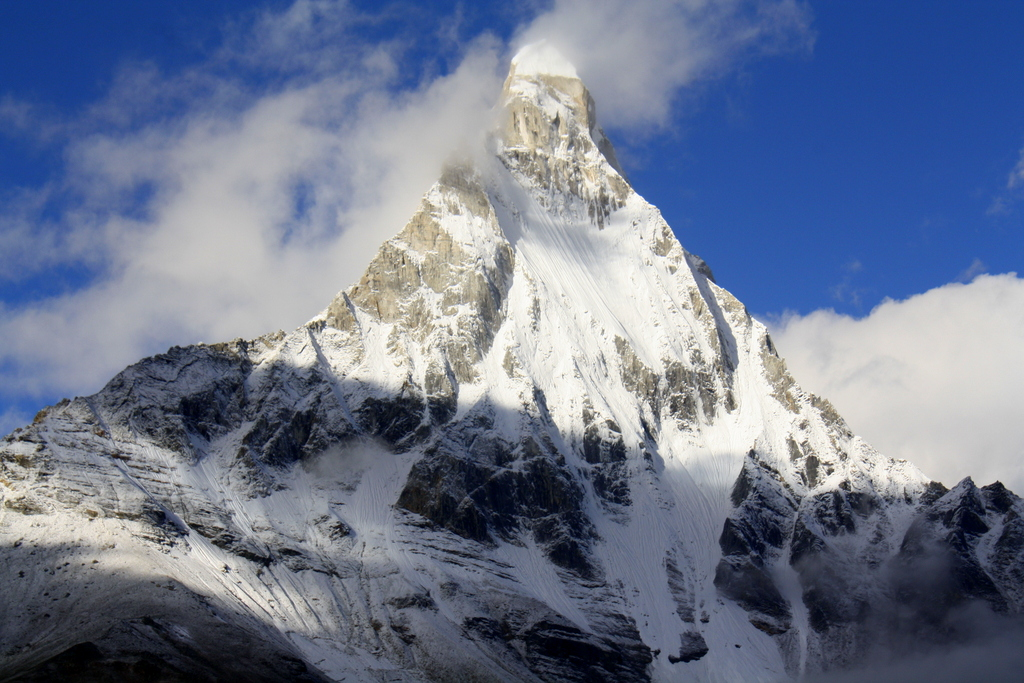
El monte Shivling

El 25 de mayo de 2012, Valery Rozov realizó el primer salto BASE desde la cima de Shivling a una altitud de 6.420 vistiendo un traje aéreo.